# Provinz Talara
Die Provinz Talara ist eine von acht Provinzen der Region Piura in Nordwest-Peru. Die Provinz hat eine Fläche von 2799,49 km². Beim Zensus 2017 lebten 144.150 Menschen in der Provinz. Im Jahr 1993 lag die Einwohnerzahl bei 120.904, im Jahr 2007 bei 129.396. Die Provinzverwaltung befindet sich in der Stadt Talara.

## Geographische Lage
Die Provinz Talara liegt an der Pazifikküste im Nordwesten der Region Piura. Sie erstreckt sich über eine größtenteils wüstenhafte Landschaft und reicht bis zu 43 km ins Landesinnere. Die Längsausdehnung in Nord-Süd-Richtung beträgt ungefähr 75 km. Die Berge an der östlichen Provinzgrenze erreichen Höhen von bis zu 1122 m.
Die Provinz Talara grenzt im Norden an die Region Tumbes, im Osten an die Provinz Sullana sowie im Süden an die Provinz Paita.

## Verwaltungsgliederung
Die Provinz Talara ist in sechs Distrikte (Distritos) gegliedert. Der Distrikt Pariñas ist Sitz der Provinzverwaltung.
| Distrikt    | Verwaltungssitz |
| ----------- | --------------- |
| El Alto     | El Alto         |
| La Brea     | Negritos        |
| Lobitos     | Lobitos         |
| Los Órganos | Los Órganos     |
| Máncora     | Máncora         |
| Pariñas     | Talara          |